# Canton du François-1-Nord
Pour les articles homonymes, voir Canton du François (homonymie).
Le canton du François-1-Nord est une ancienne division administrative française située dans le département et la région de la Martinique.

## Histoire
En Martinique, le canton du François-1-Nord était, avec le canton du François-2-Sud, l'un des deux cantons créés en 1985, en remplacement du canton du François.
À la suite des élections territoriales de décembre 2015 concernant la collectivité territoriale unique de Martinique, le conseil régional et le conseil général sont remplacés par l'assemblée de Martinique. De fait, les cantons disparaissent.

## Géographie
Dépendant de l'arrondissement du Marin, le canton du François-1-Nord était l'un des deux cantons correspondant à une partie de la commune du François.

## Administration
| Période | Période       | Identité                     | Étiquette   | Qualité                                         |
| ------- | ------------- | ---------------------------- | ----------- | ----------------------------------------------- |
| 1985    | 1988          | Athanase Morency (1923-2013) | RPR         | Ancien conseiller général du canton du François |
| 1988    | 1994          | Paul Alcindor                | DVG         | Agriculteur au François                         |
| 1994    | 2001          | Ernest Wan-Ajouhu            | PS puis DVG | Médecin Maire du François (1971-1995)           |
| 2001    | décembre 2015 | Christiane Bauras            | DVG puis SE | Enseignante                                     |

## Composition
Le canton du François-1-Nord se composait uniquement d'une partie de la commune du François et comptait 10 051 habitants (population municipale) au 1er janvier 2012,.

## Démographie
| 1990 | 1999   | 2006   | 2009   | 2012   |
| ---- | ------ | ------ | ------ | ------ |
| -    | 10 094 | 10 609 | 10 501 | 10 051 |